# Cristo Carregando a Cruz (Ticiano)
Cristo Carregando a Cruz é uma pintura a óleo sobre tela (71 × 91 cm) de Ticiano, datada por volta de 1508-1509 e preservada na Scuola Grande di San Rocco em Veneza.

## Temática
Jesus carregando a cruz a caminho da sua crucificação é um episódio da vida de Jesus relatado nos quatro evangelhos canônicos e um tema muito comum na arte cristã, especialmente nas catorze estações da cruz, conjuntos que atualmente se encontram em praticamente todas as igrejas católicas. Porém, o tema aparece também em outros contextos, incluindo obras singulares e ciclos da Vida de Cristo ou da Paixão de Cristo. Outros nomes são Procissão ao Calvário e Caminho do Calvário, sendo que Calvário ou Gólgota se referem ao local da crucificação, fora de Jerusalém. A verdadeira rota seguida é comumente chamada de Via Dolorosa em Jerusalém, embora o caminho específico tenha variado ao longo dos séculos e continue sendo tema de debates.

## História
A pintura é mencionada em vários documentos históricos, uma vez que tem sido objeto de veneração e devoção, devido às suas alegadas propriedades milagrosas Foi originalmente localizado na igreja de San Rocco, anexado ao homônimo Scuola onde está agora, embora não se saiba se estava em um pilar perto do altar-mor ou em uma capela lateral. .
A atribuição da obra é contestada desde o século 16: Giorgio Vasari tanto na primeira (1550) quanto na segunda (1568) edição de seu Vidas atribui-o a Giorgione e Ticiano ao mesmo tempo. Além disso, tanto Ticiano quanto Giorgione tinham uma conexão com a guilda que mantinha a igreja e a Scuola; Giorgione era amigo do pintor Vincenzo Catena, membro da guilda.